# Hyles dahlii
Hyles dahlii là một loài bướm đêm thuộc họ Sphingidae. 

## Phân phối
Nó được tìm thấy ở Corse, Sardegna and the Balearic Islands. On rare occasions it được tìm thấy ở Sicilia and along đông bắc bờ biển của Tây Ban Nha. Nó đã được du nhập vào Tunisia giữa thập niên 1980.

## sự miêu tả

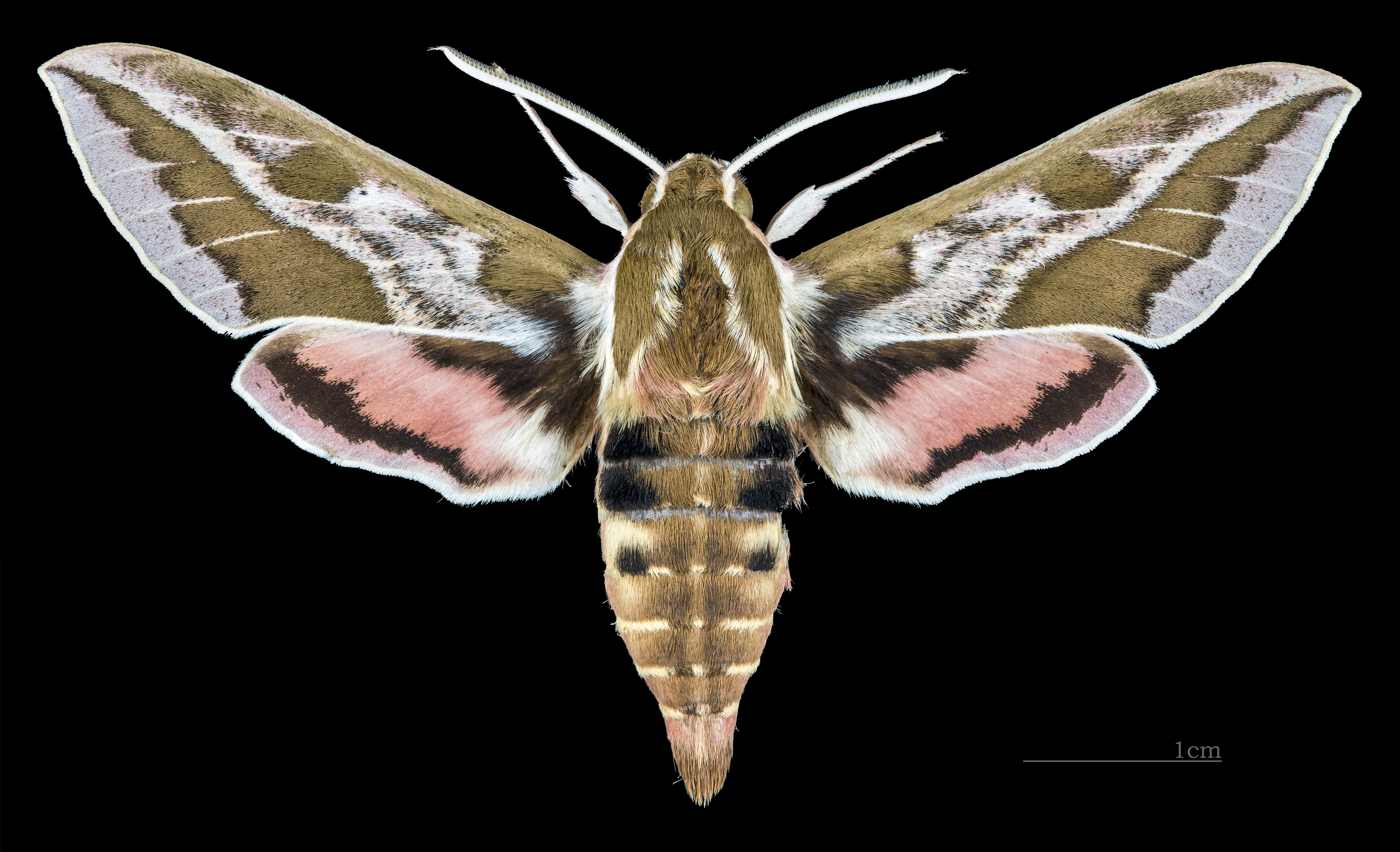
♂
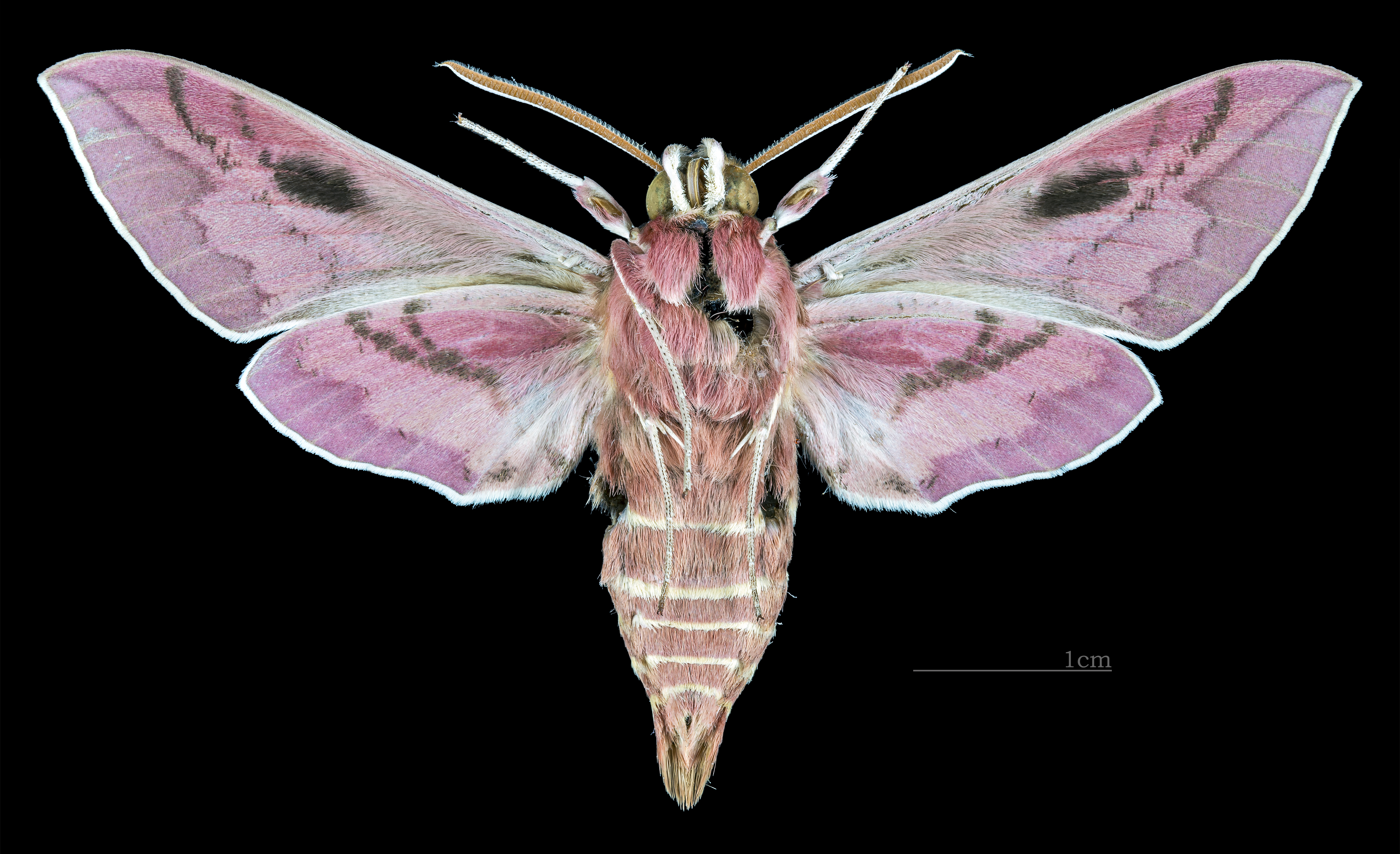
♂ △
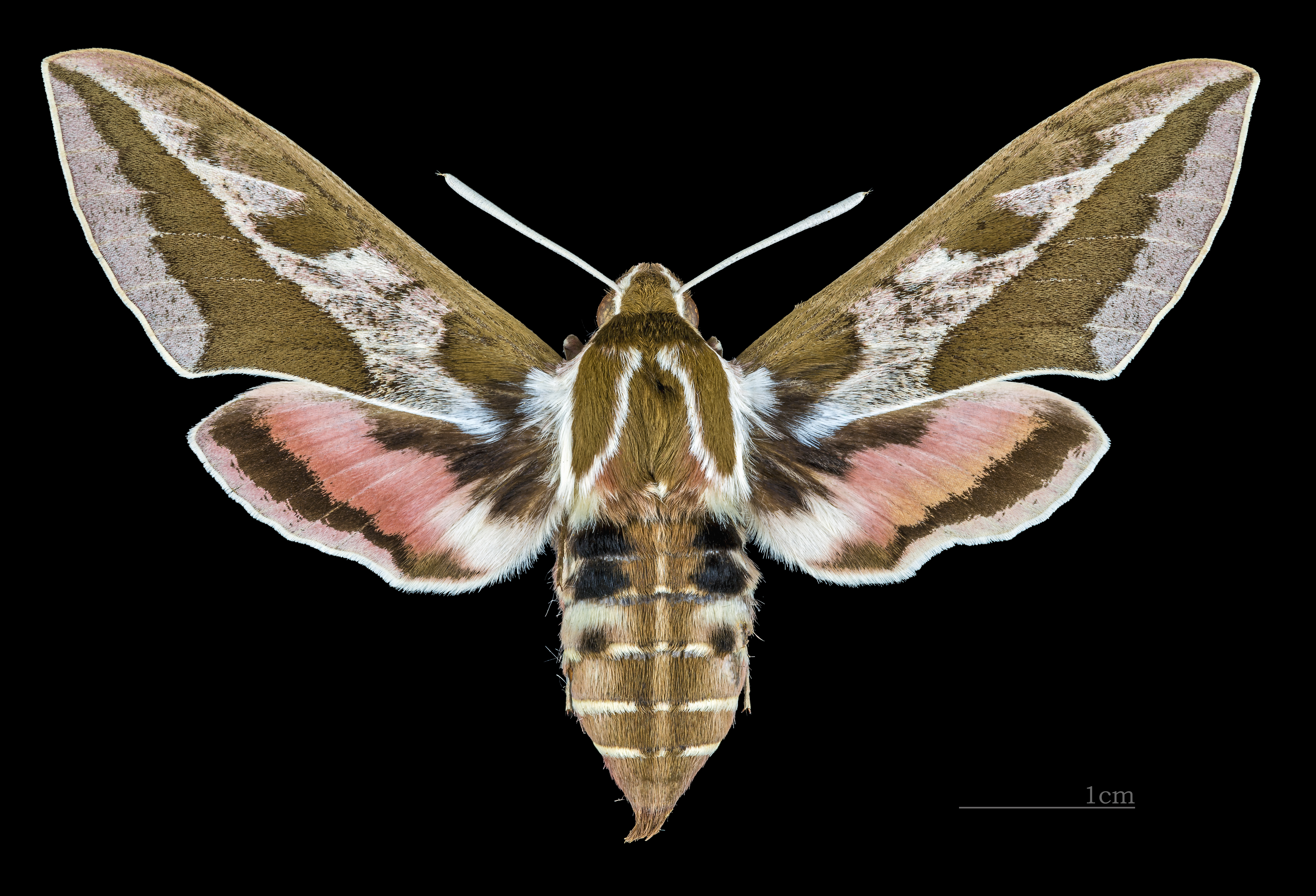
♀
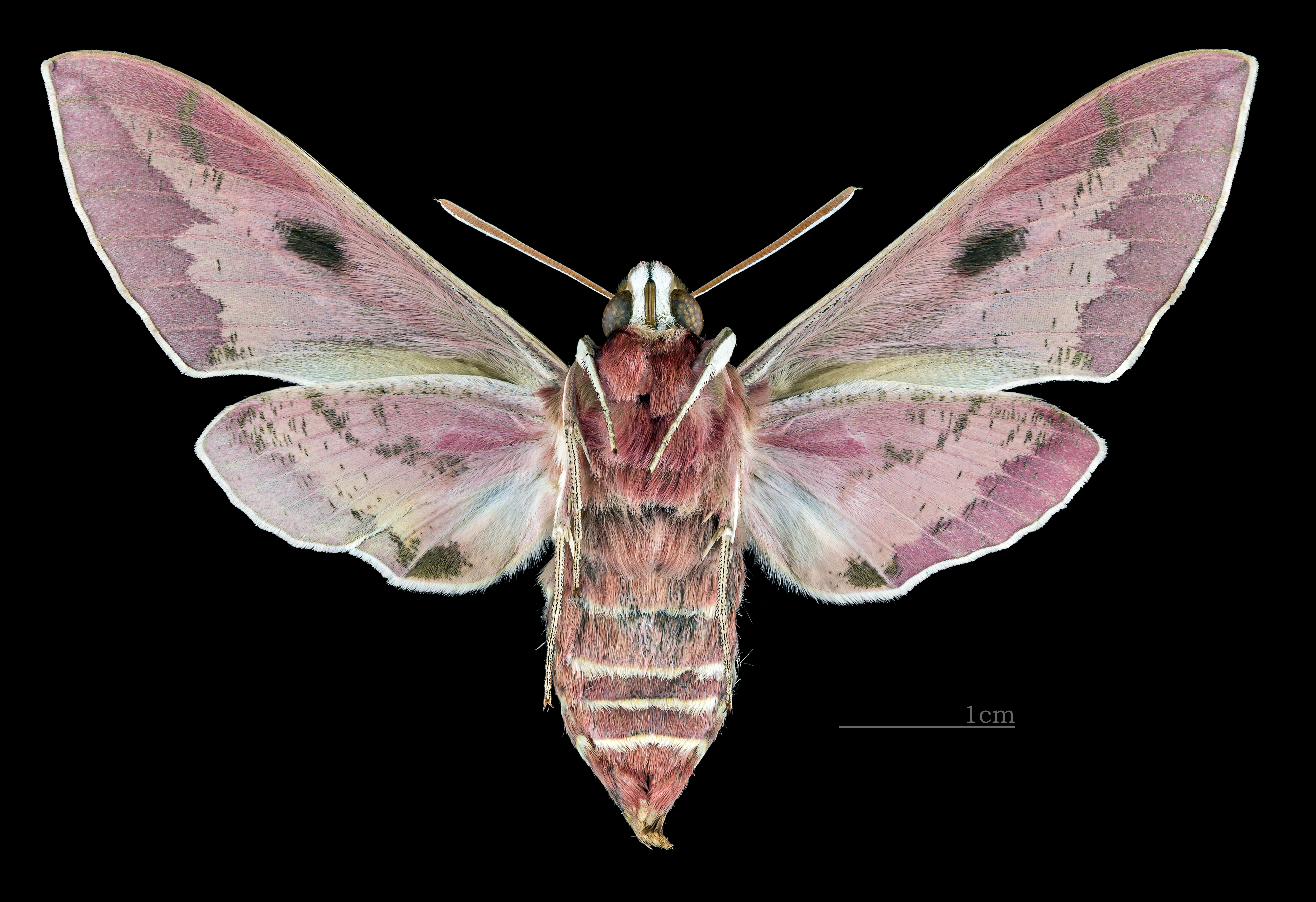
♀ △

Sải cánh dài 65–85 mm. 

## Sinh học
Con trưởng thành bay từ tháng 5 đến tháng 6 and từ tháng 8 đến tháng 9 làm hai đợt.
Ấu trùng ăn nhiều cây thân thảo khác nhau, bao gồm Euphorbia paralias, Euphorbia myrsinites, Euphorbia characias, Euphorbia dendroides, Euphorbia pityusa, Euphorbia pinea and Euphorbia terracina.